# Окупирана от Съюзниците Германия
Окупацията на Германия от Съюзниците е последица от Втората световна война.
След поражението на Нацистка Германия през Втората световна война, победилите съюзни държави потвърждават съвместната си власт и суверенитет над „Германия като цяло“, дефинирана като всички територии на бившия Трети германски райх, разположени на запад от линията Одер – Ниса, значещи край на Нацистка Германия при смъртта на Адолф Хитлер. Четирите правоимащи разделят „Германия като цяло“ на четири окупационни зони за административни цели, създавайки това, което става колективно известно като Alliierten-besetztes Deutschland. Това разделение е ратифицирано по време на конференцията в Потсдам (17 юли до 2 август 1945 г.). През есента на 1944 г. Съединените щати, Обединеното кралство и Съветският съюз се договарят за зоните с Лондонския протокол.
Правомощията в Потсдам одобряват разделянето на „Германия като цяло“ на германските източни територии на изток от линията Одер-Нейсе; с точната линия на границата, която е определена в окончателния германски договор за мир. Този договор потвърждава „преместването на запад“ на границите на Полша, тъй като Обединеното кралство и Съединените щати се ангажират да подкрепят във всеки бъдещ мирен договор постоянното включване на бившите източногермански територии в Полша и Съветския съюз. От март до юли 1945 г. тези бивши източни територии на Германия са администрирани от съветски военни окупационни власти, но след Потсдамската конференция те са предадени на съветските и полските цивилни администрации и престават да съставляват част от обединена Германия.
През последните седмици на бойните действия в Европа, силите на Съединените щати са изтласкали границите за бъдещите окупационни зони, а на някои места – на 320 километра. Така наречената линия на контакт между съветските и американските сили в края на военните действия, най-вече разположена на изток от установената вътрешна немска граница на юли 1945 г., е временна. След два месеца, през които са задържали зони, които са начертани в съветската зона, американските сили се оттеглят през първите дни на юли 1945 г. Някои от тях стигат до заключението, че това е решаващ ход, който убеждава Съветския съюз да разреши на американските, британските и френските сили да се настанят в определените им сектори в Берлин, което се случва приблизително по едно и също време (юли 1945 г.).

## Територии, анексирани от Германия (1938 – 1945)
Всички територии, анексирани от Германия преди войната от Австрия и Чехословакия, са върнати на тези страни. Територията на Мемел, присъединена към Германия от Литва преди войната, е дадена на Съветския съюз през 1945 г. и прехвърлена на Литовска ССР. Всички територии, присъединени от Германия по време на войната от Белгия, Франция, Люксембург, Полша и Югославия, са върнати на съответните им страни.

## Окупационни зони

### Американска зона
Американската зона се състои от Бавария и Хесе в Южна Германия и северните части на днешната германска провинция Баден-Вюртемберг. Пристанищата на Бремен (по долното течение на река Вешер) и Бремерхавен също са поставени под контрола на САЩ. Седалището на американското военно правителство е бившата сграда на „IG Farben“ във Франкфурт на Майн.
От май 1945 г. много от американските войници и самолетите в и около Германия са изпратени обратно в Съединените щати, въз основа на техните оценки за напреднали услуги. Някои от опитни офицери и подофицери са избрани да бъдат изпратени в Тихоокеанския регион на операциите за предложеното нахлуване в Япония, но повечето от тези мъже, които служат най-дълго в битките, са освободени от американската армия и американския флот при завръщането си вкъщи. След капитулацията на Японската империя в средата на август 1945 г. - с приемането на Потсдамската декларация, по-висок процент войници, самолети и моряци получават окончателното си освобождаване от служба. Подписването на предаването на Япония се състои на 2 септември 1945 г., което официално приключва военните действия през Втората световна война в Тихия океан, но активните боеве в Тихия океан приключват седмици по-рано.

### Британска зона
Канадската армия е обвързана около Нидерландия, докато германците се предават на 5 май 1945 г. - само два дни преди окончателното предаване на Вермахта в Западна Европа на генерал-лейтенант Дуайт Айзенхауер. След освобождението на Нидерландия и завладяването на Северна Германия от британската армия, голямата част от канадската армия се завръща вкъщи, оставяйки Северна Германия да бъде окупирана от британската армия и (около Бремен и Бремерхавен) от американската армия.
Тогава през юли 1945 г. британската армия се оттегля от малките резени на Германия, които преди това са се съгласили да бъдат окупирани от съветската армия. Контролната комисия за Германия – британски елемент отстъпва някои резени от района си на окупация до Съветския съюз – по-конкретно Amt Neuhaus на Хановер и някои изключения, например окръг Бланкенбург, селата между Британския Холщайн и Съветския Мекленбург от Споразумението Барбър-Ляшченко.
В британската зона на окупация, CCG / BE възстановява германската провинция Хамбург, но с граници, начертани от Нацистка Германия през 1937 г. Британците създават и новите германски провинции Шлезвиг-Холщайн - появяващи се през 1946 г. от пруската провинция Шлезвиг-Холщайн; Долна Саксония - сливането на Брунсуик, Олденбург и Шаумбург-Липе с Хановер през 1946 г.; и Северен Рейн-Вестфалия - сливането на Липе с пруските провинции на Рейнланд (северната част) и Вестфалия – през 1946-1947 г.
През 1946 г. норвежката бригада в Германия има 4000 войници в Хановер.

### Френска зона
Въпреки че е една от съюзническите сили, отначало на Френската република не е дадена зона на окупация в Германия. По-късно обаче, британското и американското правителство признават ролята на Франция по време на Втората световна война в Европа и се съгласяват да предадат на френската армия някои западни части от техните окупационни зони. Това създава френска окупационна зона в най-западната част на Германия. Тя се състои от едва 2 прилежащи области на Германия по протежение на френската граница, които се събират само на една точка по протежение на река Рейн. До 18 декември 1946 г. са установени митнически контрол между района на Саар и свързаната с него Германия.
Към френската зона е и град Бюсинген ам Хохрейн, германски ексклав, отделен от останалата част на страната от тясна ивица от неутрална швейцарска територия. Швейцарското правителство се съгласява да позволи ограничен брой френски войски да минат през територията, за да поддържат закона и реда в Бюсинген.

### Съветска зона
В съветската окупационна зона са включени Тюрингия, Саксония, Саксония-Анхалт, Бранденбург и Мекленбург-Предна Померания. Съветската военна администрация в Германия е със седалище в Берлин-Карлсхорст.

### Малки зони

#### Белгийска зона
В края на Втората световна война 75 000 белгийски войници служат в съюзническите армии в Германия, най-вече в рамките на военните части, създадени след Освобождението на Белгия през септември 1944 г.
Тъй като само американците, руснаците, британците и французите се считат за официални окупационни власти при условията на конференцията в Потсдам, белгийското правителство не успява да формира собствено военно правителство в Германия. На нея обаче е разпределена територия в рамките на британската зона, която е охранявана от белгийски войски. Зоната образува 200 километра от британско-германската граница в южната част на британската зона и включва важните градове Кьолн и Аахен. Белгийската окупационна армия в Германия (известна като Белгийските сили в Германия от 1951 г.) става автономна през 1946 г. под командата първоначално на Жан-Баптист Пирон.
Белгийските войници остават в Германия до 31 декември 2005 г.

#### Люксембургска зона
От ноември 1945 г. на Люксембург е определена зона във френския сектор. Люксембургският 2-ри пехотен батальон е охраняван в Битбург и първият батальон, който е изпратен в Саарбург. Последните люксембургски сили в Германия, в Битбург, напускат страната през 1955 г.

## Берлин
Макар да се намира изцяло в съветската зона, поради символичното си значение като столица на страната и седалище на бившето нацистко правителство, град Берлин е съвместно окупиран от съюзническите сили и разделен на четири сектора. Берлин не се счита за част от съветската зона.

## Друга германска територия
През 1945 г. на изток от линията Одер-Ниса (по-нататъшна Померания, Нова Марш, Силезия и южната Източна Прусия) е възложена на Потсдамската конференция да бъде „временно администрирана“ до окончателния мирен договор на Германия; в крайна сметка (по мирния договор от 2 септември 1990 г. 2 + 4) северната част на Източна Прусия става Калининградска област в рамките на Съветския съюз. Малка област западно от Одер, близо до Шчечин, също попада в Полша. Повечето германски граждани, пребиваващи в тези райони, впоследствие са отчуждени и експулсирани. На връщащите се бежанци, които бягат от военни действия, им е отказано да се завърнат.
Сааргебайт, важна територия на Германия поради големите си находища на въглища, се превръща в протекционистката зона на Саар. Саар е изваден от френската зона на 16 февруари 1946 г. В речта „Преработване на политиката за Германия“ на 6 септември 1946 г. държавният секретар на САЩ Джеймс Ф. Бърнс заявява, мотив за отцепването на Саар от Германия като „Съединените щати не смятат, че могат да отрекат Франция, която е нападана три пъти от Германия през последните 70 години, претенцията си за територията на Саар“.
Повечето немски граждани, пребиваващи в района на Саар, имат право да останат и да запазят собствеността си. Връщащите се бежанци, които са избягали от военни действия, са допуснати да се завърнат, особено бежанци, избягали от нацистката диктатура, са поканени и приветствани да се върнат в Саар.
Протекторатът е държава, номинално независима от Германия и Франция, но със своята икономика, интегрирана в тази на Франция. Територията на Саар се разширява за сметка на френската зона в средата на 1946 г., началото на 1947 г. (когато 61 общини са върнати във френската зона) и в началото на 1949 г. На 15 ноември 1947 г. френската валута става законно платежно средство в протестната зона на Саар, последвано от пълната интеграция на Саар във френската икономика (митнически съюз от 23 март 1948 г.). През юли населението на Саар е лишено от немското си гражданство и стават граждани на Сароа.

## Управление и появата на две германски държави
Първоначалният план на Съюзниците да управляват Германия като единно звено чрез Съюзния контролен съвет се проваля през 1946-1947 г., поради нарастващото напрежение между съюзниците, като Великобритания и САЩ желаят сътрудничество, но Франция възпрепятства всяко сътрудничество, за да не допусне Германия да има много независими провинции, а Съветският съюз едностранно да прилага от самото начало елементи на своята политико-икономическа система (масови отчуждавания на земя, национализация на бизнеса). Друг спор е връщането на военни изгнаници. Докато Великобритания, САЩ и Съветският съюз се съгласяват да приемат и хранят около 6 милиона изгонени немски граждани от бившата Източна Германия и 4 милиона изгонени и денатурализирани чехословаци, поляци, унгарци и югославяни с германска етническа принадлежност в техните зони, не са се съгласили с експулсирането, одобрено с Потсдамското споразумение (решение, взето без принос от Франция). Следователно, Франция категорично отказва да поеме военни бежанци, на които им е отказано връщане в домовете им в заграбени източногермански територии или бежанци следвоенни изгнаници, които са отчуждени там във френската зона. Въпреки това местното население, връщайки се след насилствено налагане на насилие (например политически и еврейски бежанци) и свързаните с войната премествания (например евакуация от въздушни нападения), им е позволено да се завърнат у дома в районите под френски контрол. Другите съюзници се оплакват, че трябва да поемат тежестта, да ги хранят, къпят и да облекат изгонените, които идват без вещите си.
На практика всяка от четирите окупаторски власти упражнява правителствена власт в съответните си зони и провежда различни политики спрямо населението и местните и държавни правителства там. Еднообразното управление на западните зони се развива, известно най-напред като Бизония (американските и британските зони се сливат от 1 януари 1947 г.), а по-късно и Тризония (след включването на френската зона). Пълното разпадане на съюзническите взаимоотношения Изток – Запад и съвместната администрация в Германия става ясно при съветското налагане на Берлинската блокада, която е в сила от юни 1948 г. до май 1949 г. Трите западни зони са обединени, за да формират Федерална република Германия (ФРГ) през май 1949 г., а руснаците ги последват и през октомври 1949 г. е създадена Германската демократична република (ГДР).
На запад окупацията продължава до 5 май 1955 г., когато влиза в сила Общият договор. Въпреки това при създаването на Федералната република през май 1949 г., военните губернатори са заменени от високопоставени комисари, чиито правомощия са някъде между тези на един управител и тези на посланик. Когато Deutschlandvertrag става закон, окупацията приключва, западните окупационни зони престават да съществуват и висшите комисари са заменени от нормални посланици. На Западна Германия е разрешено да изгради и военна служба, а Бундесвера или Федералните отбранителни сили са създадени на 12 ноември 1955 г.
Подобна е ситуацията в Източна Германия. ГДР е основана на 7 октомври 1949 г. На 10 октомври съветската военна администрация в Германия е заменена от съветската контролна комисия, въпреки че до 11 ноември 1949 г. правителството на ГДР не е имало ограничен суверенитет. След смъртта на Йосиф Сталин през март 1953 г., съветската контролна комисия е заменена със службата на съветския върховен комисар на 28 май 1953 г. Тази служба е премахната (и заменена от посланик) и на ГДР е предоставен (общ) суверенитет, когато Съветският съюз сключва договор (Staatsvertrag) с ГДР на 20 септември 1955 г. На 1 март 1956 г. ГДР създава военна Национална народна армия.
Независимо от предоставянето на общ суверенитет на двете германски държави през 1955 г., пълния и неограничен суверенитет по международното право не се ползва от никакво германско правителство, до обединението на Германия през октомври 1990 г. Въпреки че Западна Германия е ефективно независима, западните съюзници поддържат ограничена правна юрисдикция над „Германия като цяло“ по отношение на Западна Германия и Берлин. В същото време, Източна Германия напредва от това да бъде сателитна държава на Съветския съюз до увеличаване на независимостта на действията си. Докато все е в областта на сигурността на съветската власт. Разпоредбите на Договора за окончателното уреждане по отношение на Германия, известен също като Договор „Две плюс четири“, които дават пълни суверенни правомощия на Германия, не стават закон до 15 март 1991 г., след като всички участващи държави ратифицират договора. Както предвижда договорът, последните военни окупационни сили се оттеглят от Германия, когато руското присъствие е прекратено през 1994 г.
През 1956 г. е сложен край на френската администрация на протектората в Саар, а към 1 януари 1957 г. се присъединява към Федералната република като Саарланд, която е десета провинция.
Град Берлин не е част от нито една провинция и продължава да е под съюзническите окупации до обединението на Германия през октомври 1990 г. За административни цели, трите западни сектора на Берлин се сливат в субекта на Западен Берлин. Съветският сектор става известен като Източен Берлин и въпреки че не е признат от Западните сили като част от Източна Германия, ГДР го обявява за столица (Hauptstadt der DDR).

## Окупационна политика
В края на войната генерал Айзенхауер издава политика, която не е свързана с братство, на войските под командването му в окупираната Германия. Тази политика е отпусната на етапи. До юни 1945 г. забраната за говорене с немски деца става по-малко строга. През юли става възможно да говорите с немски възрастни при определени обстоятелства. През септември политиката изцяло отпада в Австрия и Германия.
Независимо от това, поради големия разоръжени войници в цяла Западна Германия, американците и британците, но не и руснаците, използват въоръжени части на Полева жандармерия, за да поддържат контрол и дисциплина в лагерите. През юни 1946 г. тези германски военни части са последните войници на Вермахта, които предават оръжията си на западните сили.
До декември 1945 г. над 100 000 германски цивилни са интернирани като заплахи за сигурността и за евентуално съдебно преследване и осъждане като членове на престъпни организации.
Хранителната ситуация в окупирана Германия първоначално е много тежка. До пролетта на 1946 г. официалната дажба в американската зона не е повече от 1275 калории на ден, като някои райони вероятно получават само 700 калории на ден. В британската зона хранителната ситуация е ужасна, както се открива по време на посещението на британския (и еврейския) издател Виктор Голанц през октомври и ноември 1946 г. В Дюселдорф нормалното 28-дневно разпределение трябвало да бъде 1548 калории хляб, но тъй като има ограничено зърно хлябът е само 8,5 килограма. Въпреки това, тъй като има само достатъчно хляб за около 50% от тази „поръчана“ дажба, общият дефицит е около 50%, а не 15%, както е посочено в министерския отговор в британския парламент на 11 декември. Така че само 770 калории са доставени и той казва, че германската зимна порция ще бъде 1000 калории, тъй като неотдавнашното увеличение е „до голяма степен митично“. Книгата му включва снимки, направени по време на посещението, критични писма и статии от вестника, публикувани от него в няколко британски вестника – The Times, Daily Herald и др.
Някои окупационни войници се възползват от липсата на храна, като дават огромната си доставка на храна и цигари, в замяна на местните германски момичета, което става известно като „фрау байт“ (The New York Times, 25 юни 1945 г.). Някои войници все още смятат, че момичетата са врагове, но въпреки това ги използват за секс.
В най-ранните етапи на окупацията американските войници не са имали право да плащат издръжката на дете, което признават, че се е родило, тъй като се счита, че „помагат на врага“. Браковете между бели американски войници и австрийски жени не са разрешени до януари 1946 г., а с германски жени до декември 1946 г.
Децата на черни американски войници, обикновено наричани Negermischlinge, представляват около 3 процента от общия брой деца, особено в неравностойно положение, поради невъзможността им да прикрият чуждестранната идентичност на своите бащи. За много бели американски войници от тази епоха, смесение бракове, дори и с „вражеска“ бяла популация, се смята за нетърпимо възмущение. Поради това, чернокожите войници са склонни да приемат такива деца, тъй като това би предизвикало репресивни мерки, а дори и в случаите, когато войник е готов да поеме отговорност, до 1948 г. американската армия забранява междурасовите бракове.
По принцип британските власти са по-малко строги от американците по отношение на братството, докато френските и съветските власти също са по-строги.
Докато военнослужещите от съюзниците са назначени да се подчиняват на местните закони, войниците в Германия не могат да бъдат преследвани от германски съдилища за престъпления, извършени срещу германски граждани, освен ако не са упълномощени от окупационните власти. Несъмнено, когато един войник е обвинен в престъпно поведение, окупационните власти предпочитат да се занимават с въпроса в системата на военната съдебна система. Това понякога води до по-тежки наказания, отколкото биха били налице според германското законодателство – по-специално, американски военнослужещи биха могли да бъдат екзекутирани, ако бъдат съдени и осъдени за изнасилване.

## Бунтове
Съюзниците, които напредват в Германия и техните окупационни планове са засегнати от слуховете за нацистки планове за въстание (плана за Werwolf). Тази база трябва да се използва за провеждане на партизанска война, но слуховете се оказват фалшиви.

## Политика за експулсиране
Унгария, която е съюзник на Германия и чието население се противопоставя на експулсирането на германското малцинство, се опитва да се противопостави на трансфера. Унгария трябва да се справи с натиска, упражняван главно от Съветския съюз и от Съюзническия съвет за контрол. Милиони хора са изгонени от бившите източни територии на Германия, Полша, Чехословакия, Унгария и другаде до окупационните зони на Великобритания, САЩ и СССР, които са договорени в споразумението Потсдам за усвояване на изгнаниците в техните зони. Много от тях остават дълго време в бежанските лагери. Някои германци остават в Съветския съюз и са използвани за принудителен труд в продължение на години.
Франция не е поканена на конференцията в Потсдам. В резултат на това тя избира да приеме някои решения на Потсдамските споразумения и да се освободи от други. Франция поддържа позицията, че не одобрява следвоенното експулсиране и че следователно не е отговорна за приемането и подхранването на бедните изгнаници в своята зона. Докато за малцината бежанци, които са дошли в района, станал френската зона преди юли 1945 г. те се грижат, френското военно правителство за Германия отказва да поеме други изгнаници, депортирани от Изтока в нейната зона. През декември 1946 г. френското военно правителство за Германия приема в своята зона германски бежанци от Дания, където 250 000 германци са намерили убежище от руснаците с кораби между февруари и май 1945 г.